# Mallobathra homalopa
Mallobathra homalopa är en fjärilsart som beskrevs av Edward Meyrick 1891. Mallobathra homalopa ingår i släktet Mallobathra och familjen säckspinnare. Inga underarter finns listade i Catalogue of Life.